# Aji Ichi Monme
Aji Ichi Monme (яп. 味いちもんめ Адзи Ичи Монме) — кулинарная манга, созданная Ёсими Куратой (яп. 倉田 よしみ) по сценарию Дзэнты Абэ (яп. あべ 善太). Она выходила в журнале Big Comic Superior издательства Shogakukan с 1986 по 1999 год и в совокупности её объём составил 33 тома. В манге описывается жизнь персонала и покупателей ресторана «Фудзимура», которым владеет опытный шеф-повар Кумано. В 1998 году Aji Ichi Monme была награждена премией Shogakukan в категории «Манга общей тематики».
Некоторые главы впоследствии перепечатывал журнал Mangajin.

## Медиа

### Манга
Манга написан Зента Абэ и проиллюстрирован Ёсими Курата. Манга была впервые опубликована в журнале Shogakukan's Big Comic Original Zōkan в 1986 году, а в 1987 году была перенесена в Big Comic Superior, где просуществовала до 1999 года. Shogakukan собрал свои главы в тридцать три тома танкобон, опубликованных с 30 мая 1986 г. по 1 сентября 1999 г.. 
После смерти Абэ в 1999 году Юкиэ Фукуда стал сценаристом сериала, а сиквел под названием Shin Aji Ichi Monme был опубликован в Big Comic Superior с 1999 по 2008 год. Shogakukan объединил свои главы в двадцать-один танкобон, выпущенный с 29 января 2000 г. по 28 марта 2008 г.. 
Третья серия под названием Aji Ichi Monme: Dokuritsu-hen выпускалась в Big Comic Superior с 2008 по 2013 год. Shogakukan собрал свои главы в десять томов танкобон, выпущенных с 30 сентября 2008 года по 30 апреля 2013.
Четвертая серия под названием Aji Ichi Monme: Nippon Shoku Kiko (味いちもんめ にっぽん食紀行) выпускалась в Big Comic Superior с 2013 по 2016 год. 30 мая 2016 г. [9] [10]
Пятая серия под названием Aji Ichi Monme: Sekai no Naka no Washoku (味 い ち も ん め 世 界 の 中 の 和 食) выпускалась в Big Comic Superior с 2016 по 2017 год. Она была написана Рей Ханагата вместо Юкиэ Фукуда. Shogakukan собрал свои главы в два тома танкобон, выпущенных 28 декабря 2016 г. и 28 июля 2017 г. Дополнительная публикация под названием Aji ichi Monme: Tabete Kaku! Мангака-сёку Кико (味いちもんめ 食べて・描く! 漫画家食紀行) выпускалась в Big Comic Superior с 2017 по 2018 год. В каждой главе присутствует приглашенный мангака.[15] Shogakukan собрал свои главы в три тома танкобон, выпущенных с 30 октября 2017 г. по 28 сентября 2018 г. Короткий сериал под названием Aji Ichi Monme: Fujimura Tayori (味いちもんめ 藤村便り) был опубликован в Big Comic Superior в 2018 году.
Шестая серия под названием Aji Ichi Monme: Tsugi Aji (味いちもんめ -継ぎ味-) выпускается в Big Comic Superior с 2018 года. Сериал написан в сотрудничестве с Рокуро Кубэ. Shogakukan собрал свои главы в отдельные тома танкобон. Первый том был опубликован 28 июня 2019 г.[22]. По состоянию на 29 октября 2021 г. опубликовано семь томов.[23]

### Дорама
10-серийная телевизионная драматическая адаптация транслировалась по телеканалу TV Asahi с 12 января по 16 марта 1995 года.[30] Второй сезон с подзаголовком "Киото-хэн" (京都編) транслировался с 11 января по 21 марта 1996 года.[31] Четыре специальных выпуска были показаны 2 января 1997 года; [32] 2 января 1998 года; [33] 8 января 2011 года; [34] и 11 мая 2013 года.

### Другие серии
Дополнительная история под названием "Аджи ичи Монме: Табете Каку"! Мангака-секу Кико (味いちもんめ 食べて-描く! 漫画家食紀行), выходила в серии Big Comic Superior с 26 мая 2017 года[23] по 10 августа 2018 года.[24] В каждой главе присутствует приглашенный манга-художник.[25] Сегакукан собрал свои главы в трех томах танкобон, выпущенных с 30 октября 2017 года[26] по 28 сентября 2018 года.[27]
Короткая серия под названием "Аджи Ичи Монме: Фудзимура Тайори" (味いちもんめ 藤め 藤便便便) выходила в Big Comic Superior с 24 августа по декабрь 14, 2018.[28][29]